# 일본국유철도 DD51형 디젤 기관차
DD51형 디젤 기관차(일본어: 国鉄DD51形ディーゼル機関車)는 일본국유철도가 1962년부터 1978년에 걸쳐 제조하여, 현재까지 운행되고 있는 디젤 기관차이다.

## 개요
일본국유철도는 간선에서 증기기관차를 폐지하는 '무연화' 정책을 추진하기 위해, DD51형 기관차를 1962년부터 1978년까지 16년간 649량 생산하였다.
선행 도입되었음에도 불구하고 간선용으로는 약간 힘이 약했던 전기식의 DF50형을 대신하여 본격적인 간선용 주력기로서 개발된 것으로, 속도 면에서는 여객 열차용 대형 증기기관차 C61형, 견인력으로는 화물열차용 대형 증기기관차 D51형을 상회하는 성능을 갖도록 설계되었다. 또한 입환·지선용 소형기 DD13형의 실적을 바탕으로 새롭게 개발된 1000PS급 엔진을 2기 탑재하여, 간선용에서는 처음으로 동력 전달 방식을 액체식으로 제조되었다.
간선용의 대형 기관차로서는 세계에서도 드물게 소형 기관차와 같이 중앙부 운전실을 가진 볼록형 차체를 채용했지만, 이런 형태를 채용한 것은 최대 축중의 제한에 따른 경량화 요청, 엔진 회전의 정비성 양호, 기기 배치의 용이함 등에 따른 것이었다.
본 형식의 등장 후에도 보다 큰 출력의 엔진을 1기 탑재한 DD54형, 축중을 낮춘 DE50형 등 간선·준간선용의 디젤 기관차가 개발·제조되었지만, 전자는 부진이 계속되어 단명하였고 후자는 전철화의 진행으로 인해 투입될 기회를 얻지 못하고 시험 제작기만에 끝이 났다. 그 결과 합리화 추진을 위한 차량 '표준화'에 따라 성능이 안정된 DD51형만이 장기 양산·운용되게 되었다.
본 형식은 최전성기에 시코쿠 지방을 제외한 일본 전국에서 사용되었으며 비전철화 간선의 무연화·동력 근대화를 추진했다. 그러나 전철화의 진행과 객차·화물열차의 감소로 인해 1987년의 JR 이행(국철 분할 민영화)까지 약 3/5가 잉여 폐차되어 JR 각 회사에는 593호기 이후의 완전 중련 형식 259량이 계승되었다.
그 후에도 객차·화물열차의 지속적 감소, DF200형 등 신형 기관차로의 교체, 더 나아가 노후화 때문에 조금씩 수를 줄이고 있다. 그러나 혼슈 이남 전용의 후계기 개발이 없는 점도 있어 일본 화물철도(JR 화물) 소속차에는 수명 연장을 위한 갱신 공사가 실시되는 등 본 형식은 당분간 계속 사용될 전망이다.

## 번대 구분

### 기본 번대 (1 - 53)

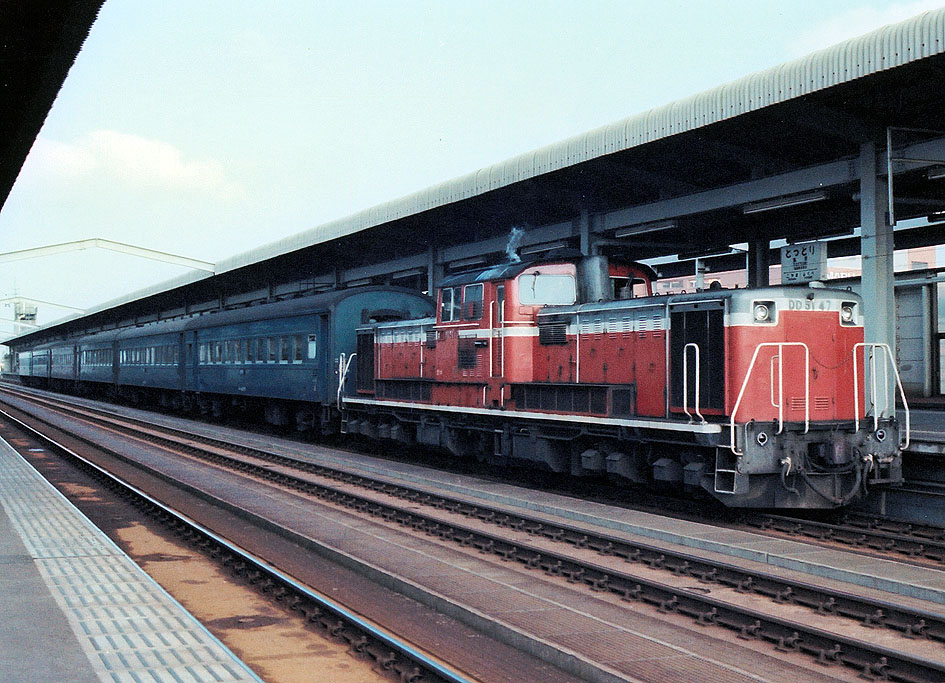
DD51 47 견인에 의한 보통 열차
(1982년 3월/돗토리역)

제조 시기：1962년 - 1966년

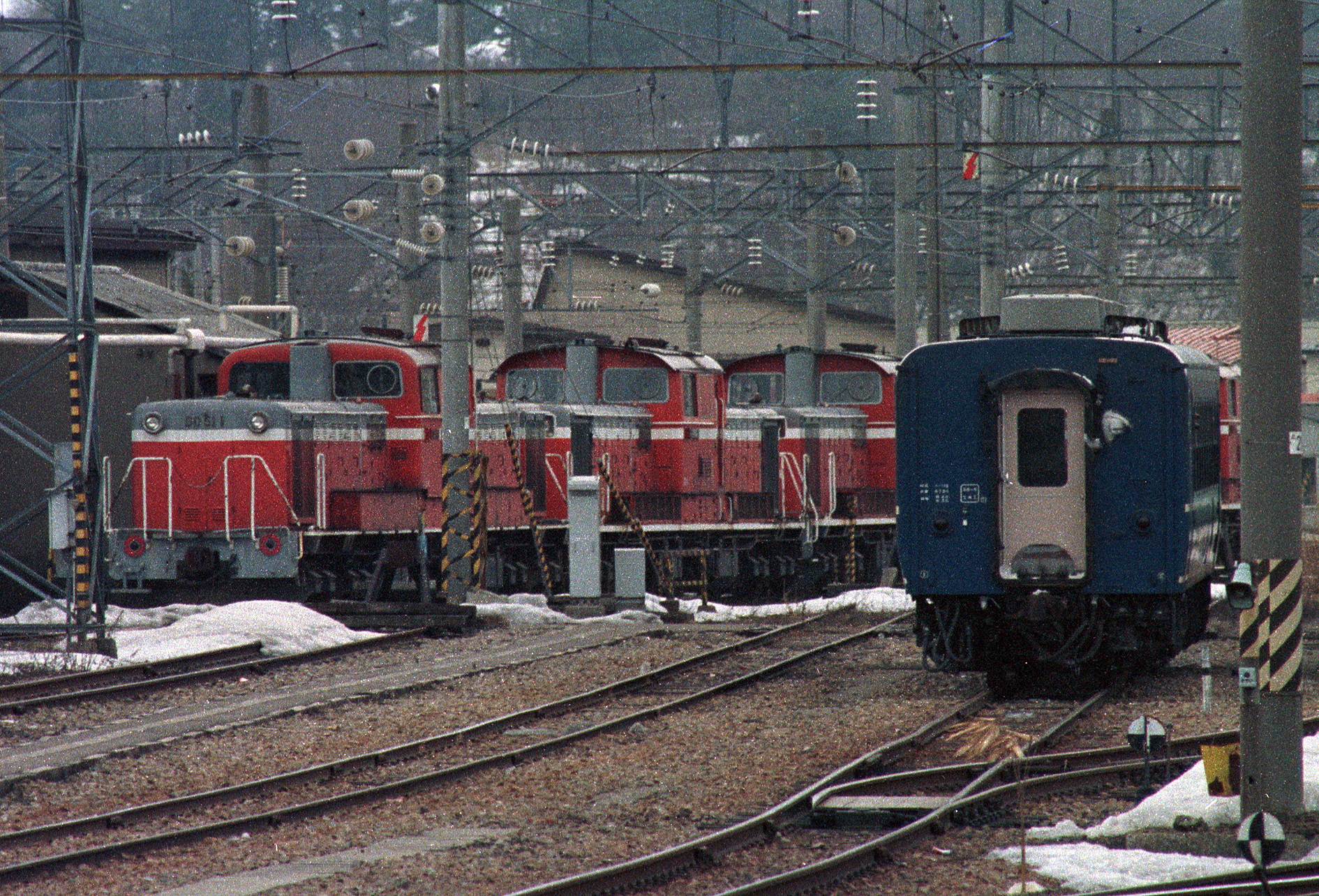
아키타 기관구에 유치 중인 DD51 1
(1985년/아키타역)

시험 제작형 및 초기의 양산형으로 객차와 화물차 양용. 객차난방용 증기 발생 장치(SG)를 탑재하였지만, 중련 총괄제어 장치는 탑재하지 않아 비중련형으로 불린다. 0번대는 JR에 계승되지 않고 1986년까지 모두 폐차되었다.
1
제1차 시험 제작형으로 1962년 히타치 제작소가 생산하였다. 엔진은 다이하쓰 디젤이 제조한 DML61S(1,000PS)를 2기 탑재하였다. DD13형의 후기형과 같은 원형의 장식 림을 부착한 실드 빔(Sealed Beam)식 전조등을 2개를 보닛 앞부분에 배치하였으며 운전실 지붕도 처마가 없기 때문에 2호기 이후에 비해 둥글어진 인상이 되었다. 등장 당초에는 포도색 2호를 기조로 흰 띠를 둘렀으며, 띠가 좌우의 전조등 사이에서 비스듬하게 끊어져 내려와 서로 만나는 독특한 도장색이었지만, 후에 2차 시험 제작기 이후 같이 오렌지색을 기조로 한 흰 띠의 도장으로 변경되어 아키타 기관구에 배치되었다.
당초에는 기관이나 변속기의 특성 불일치 등으로 인해 소정의 성능을 얻을 수 없었지만 그 데이터는 2호기 이후에 반영되어 본 기관차도 후에 개량되어 외관을 혁신적으로 바꾸었다.
2 - 4호기가 증비되면서 모리오카 기관구에 전속되여 그 후에도 도호쿠 지방 중심으로 운용되었지만 말기에는 다시 아키타 기관구로 전속하여 1986년에 폐차되었다. 오랫동안 당시의 다카사키 제2 기관구에서 보존되고 있었지만 1999년 이후부터 등장한 당초의 도장색으로 되돌려져 우스이고개 철도 문화 마을에 보존되고 있다.
2 - 4
제2차 시험 제작형으로 2호기는 히타치 제작소, 3호기는 가와사키 차량, 4호기는 미쓰비시 중공업이 각각 담당하여 모두 1963년에 생산되었다. 전조등은 보닛 전단에 약간 들어간 형태로 배치되어 오목한 사각형의 라이트 베젤을 붙일 수 있었다. 운전실 지붕 전후단은 수평으로 연장되어 처마 형태가 되었다. 중간 대차는 코일 용수철에 라이너를 삽입한 것으로 14t - 15t 사이에서 축중 전환이 가능하다. 연료 탱크의 용량은 3,000L였지만 후에 700L 탱크가 주행보드 위 2개소에 설치되어 4,400L로 증량되었다.
1호기 시험으로 얻을 수 있던 결과를 바탕으로 개량되었으며 소정의 견인 성능을 확보했다. 또한 기술적인 문제도 해결되어 이후의 대량생산차에 반영되었다.
3량 모두 모리오카 기관구에 배속되어 아키타에서 전속해온 1호기와 함께 당초 도호쿠 본선 미도우 - 오쿠나카야마코겐 간의 주산본기고개 부근에 투입되었다.
말기에는 2호기와 3호기가 아키타 기관구, 4호기가 오카야마 기관구에 각각 전속된 후 4호기가 1983년에 폐차되어 2호기와 3호기가 각각 1985년에 폐차되었다.
5 - 19
1964년에 제조된 선행 양산형이다. 장거리 운용에 대응하기 위해 연료 탱크 용량이 4,500L로 증량되었다. 중간 대차는 2차 용수철을 공기 용수철로 한 TR101A형으로, 공기 용수철 압력을 변화시켜 축중을 조정하는 기구로 변경되었으며 운전대에서 조정·조작을 실시할 수 있게 되었다.
모리오카 기관구 외에 스이타 제1 기관구와 도스 기관구에도 배치되어 비전철화 간선의 여객 열차를 무연화 추진하였다.
1 - 19호까지는 정면의 도장 분할이 다르고 흰 띠는 사이드와 같은 높이로 번호판 아래를 지나고 있었으며, 말기에는 반에쓰니시 선 등에서 철도 팬들의 인기를 끌었다(말기의 2호기 등 양산 기관과 같이 도장 분할이 된 것도 존재했다).
20 - 53
1965·66년에 제조된 초기 양산형이다. 엔진이 DML61Z/DW2(1,100PS)으로 강화되었다.
정면의 흰 띠는 번호판의 설치 위치에 맞출 수 있었기 때문에 이후의 표준 배색이 되었다.
※20호 이전의 차량도 후일 DML61Z으로 교체되어 교체되기 전 엔진은 DD16형으로 유용되었다.
이 그룹의 일부는 20계 객차 견인을 위해 공기 유치 인통관(管)을 증설했다.

### 500번대
제조 시기：1966년 - 1977년
중련 운행을 위한 중련 총괄 제어장치를 탑재한 구분이며, 중련형으로 불린다. 게다가 제동 제어 방식으로 아래와 같이 구분된다. 일부를 제외하고 증기 발생 장치를 탑재했지만 현재는 사용하고 있지 않다.
비전철화 간선·준간선의 무연화 촉진을 위해 많이 증비되었지만 1970년대 중반 이후에는 같은 디젤 기관차로 구식화된 DF50형, 고장으로 골치를 썩여 신뢰성이 낮은 DD54형을 대체하고 있다.
이 번대 이후로 모두 외부 삽입식의 미등이 이용되었다.

#### 반중련형(501 - 592)
501 - 592호기가 해당한다.

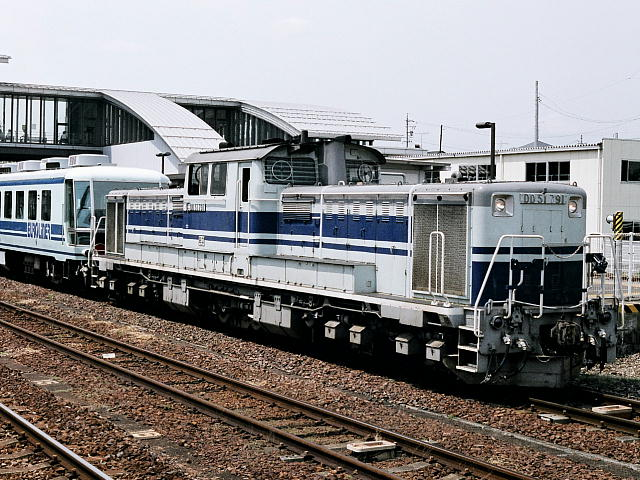
DD51 유로 라이너색
(사진은 전중련형의 DD51 791)
(미노오타 역)

균형 인통관을 장비하지 않기 때문에 중련 운행 시 전방의 본 기관차가 단독 제동변(단변)를 조작했을 때에는 본 기관차의 제동만이 작동하며 다음 위치의 보조 기관차는 제동이 작동하지 않는다. 반중련 타입은 JR로 계승되지 않았다.
548 이후에는 제동력 증대를 위해 중간 대차에도 기초 제동 장치를 탑재했기 때문에 대차 형식은 TR106형이 된다. 제동 장치의 공간 확보 때문에 바닥 밑의 연료 탱크 용량이 4,500L에서 4,000L로 감소하였다.
587 - 592의 6량은 SG(증기 발생 장치) 비탑재차로 완성되었다. 800번대와 같이 본격적인 SG 비탑재차와는 달리 SG용 보일러를 적재하지 않을 뿐 SG 기기실 등의 관련 기기는 생략되지 않았다.
반중련형 가운데 미노오다 기관구(현·JR 도카이 미노오다 차량구) 소속이었던 592는 국철 나고야 철도 관리국(당시)의 12계 유럽식 객차 '유로 라이너'의 운용 개시에 맞춰 도색을 '유로 라이너' 색으로 교체할 수 있는 다카야마 본선·기세이 본선·산구우 선 등에서 해당 객차를 견인하여 오카야마 철도 관리국(현 JR서일본 오카야마 지사) 소속의 '유유 살롱 오카야마'도 견인했다. 전중련형의 791도 '유로 라이너색'으로 도장되었지만, 2007년 5월에 폐차되었다.

#### 전중련형(593 - 799・1001 - 1193)
593 - 799호기, 1001 - 1193호기가 해당한다.
균형 인통관을 탑재하여 중련 운행 시의 제동에서 다음 위치의 보조 기관차까지 단변이 작동하도록 개량된 구분이다. 일부의 반중련형으로 균형 인통관을 신설하여 전중련형으로 개조된 것도 존재했다.
1001 이후는 500번대가 799까지 도달했기 때문에 화물용 800번대와의 중복을 피하고자 1001로 건너뛰어 부여된 그룹이다. JR에 계승된 것은 이 그룹의 경우가 많다. 이 그룹에서 번호판가 절단 문자식에서 블록식으로 변경되었다. 1010 이후는 운전실 내 전후 천장에 선풍기가 설치되었기 때문에 운전실 지붕에 돌기가 2개 있다. 또한 1052 이후는 난방기 덮개가 2분할 형태로 변경되었다.
홋카이도 지구에 배치된 500번대는 반중련형과 전중련형을 구분하기 위해 구 명찰 근처에 '반'(半) '중'(重)의 식별 명찰을 꽂고 있었다. 현재는 JR홋카이도 하코다테 운전소 소속의 중련형에 '함'(函) '중'(重)의 명찰이 남아 있지만 국철 시대는 '축'(築) '중'(重)(오타루칫코 기관구), '오'(五) '중'(重)(고료가쿠 기관구), '천'(釧) '반'(半)(구시로 기관구, 반중련형), '천'(釧) '중'(重), '욱'(旭) '비'(非)(아사히카와 기관구, 비중련형)등의 편성이 존재했다.
홋카이도 내에서 사용된 본 번대 가운데 1972년에 전조등을 보닛 앞 끝 위까지 증설하여 3등(灯)화된 차량이 존재한다. 동계 강설 시에 시야를 확보하기 위해 고료가쿠 기관구 등에 배치된 5량(710·716·741·742·745)에 시공되었다. 745는 1986년에 전속된 후에도 보조등을 존치하였으며 JR 동일본 나가오카 차량센터에 배치되어 2002년까지 반에쓰사이 선 등에서 사용되었다. 또한 입환 작업 시 유도괘로 연락하기 위해 스피커를 탑재한 차량도 홋카이도 지구에서는 많이 볼 수 있었다.

### 800번대(801 - 899・1801 - 1805)
제조 시기: 1968년 - 1978년
화물열차의 운용을 주력으로 하기 위해 SG를 탑재하지 않고 등장한 그룹이다. SG 관련 기기나 보일러·탱크 등을 생략하여 운전실 중앙에 있던 SG기기실이 없어졌다. 운전 정비 중량은 약 6t 정도 가벼워져 각 축의 하중 부담 비율이 변화한 것으로 인해 중간 대차의 2차 용수철을 변경하였으며 미끄러짐 방지를 위한 브레이크 실린더를 축소한 TR106A가 되었다. 그 외에는 기본적으로 같은 시기에 제조된 500번대의 완전 중련형 사양을 따르며 번호판나 난방기 덮개도 시기를 같이 하여 변경되었다. 또한 855 이후는 운전실 내에 선풍기가 설치되었지만 500번대와 달리 운전실 지붕의 중앙에 큰 돌기가 1개 있을 뿐이다. 홋카이도 지구에는 일시적으로 투입되었을 뿐, A 한랭지 사양차는 존재하지 않는다.
당초 계획에서는 화물열차용의 신형식 'DD52'를 예정하였지만 신형식의 투입에 즈음하여 노동조합과 어려운 절충을 실시할 필요가 있었기 때문에 기존 형식 DD51형의 사양을 변경하는 방침으로 결정되었다.
JR동일본 다카사키 차량센터에 소속은 842는 비전철화 구간의 특별 열차 견인기로 이용되어 대차 지지 측면의 장식대나 데크 난간·굴뚝 덮개에 스테인리스가 이용되었다. 덧붙여 842는 특별 열차 운용 외에 같은 곳에 배치된 타 기관차와 함께 관내의 이벤트 열차 등에 사용되었다.
1801 이후는 800번대가 899까지 도달했기 때문에 1801로 건너뛴 번대가 된 그룹이다. 나리타선 및 소부 본선으로 나리타 공항용 제트 연료를 수송하기 위해 제조되었지만 장래에 객차 열차 견인으로 전용하는 것도 고려하여 SG탑재의 준비 공사가 실시되었다.

## 기후 조건에 따른 사양 구분
DD51은 거의 전국에 배치되었기 때문에 배치된 기후 조건에 따라 다음의 사양이 있다.
일반형기후가 온난한 지역에 배치된 표준적인 사양이다. 제설기가 장비되지 않은 것이 많아 간토·주쿄·긴키·규슈 지구에 배치된 것으로 보인다.
A한랭지 사양기후가 지극히 한랭인 지역에 배치된 사양이다. 주된 추가 장비는 내설제동, 제설기, 선회창, 호스류의 동결 방지용 가열 장치, 고드름 절단 겸 전면창 프로텍터(현재는 히가시니가타 기관구뿐)이다. 홋카이도·도호쿠 지구에 배치된 것과 중부 지구에 배치되었지만 일부로 보인다.
B한랭지 사양A한랭지 사양 정도의 기후가 한랭이 아닌 지역에 배치된 사양이다. 주된 추가 장비는 A한랭지 사양에 준하지만, 내설제동·선회창·고드름 절단 겸 전면창 프로텍터는 탑재하지 않는다. 산인 지방을 중심으로 주고쿠 지구에 배치된 것으로 보인다.

## 현재

### 운용

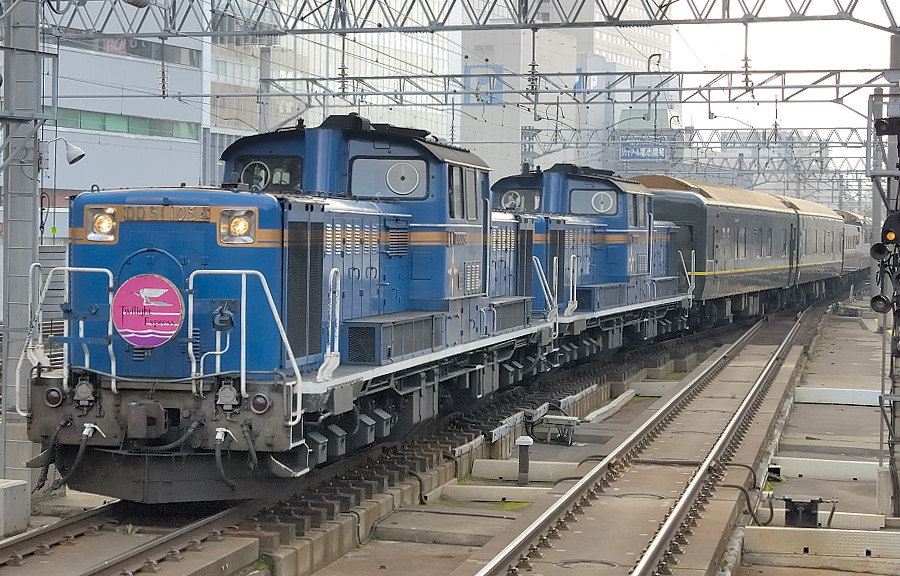
'트와일라잇 익스프레스'를
중련으로 견인하는 DD51형
(2006년 11월 4일/삿포로 역)

운행 열차의 설정 소멸이나, (JR화물에 한정되지만) 신형 기관차로의 교체, 노후화 등에 의해 본 형식은 서서히 도태되었다. 규슈 지구에서는 2005년 1월로 정기 운용이 소멸했다.
현재 JR화물 소속차가 각지에서 화물열차 운용에 충당되는 것 외에, 홋카이도 여객철도(JR홋카이도)에서는 아래의 여객 열차로 정기 운용되고 있다.
- 정기 열차
  - '하마나스'(중련 운행때도 있다)
  - '호쿠토세이'(중련 운행)
- 임시 열차
  - '카시오페이아'(중련 운행)
  - '트와일라잇 익스프레스'(중련 운행)

모두 삿포로 - 하코다테 간(무로란 본선 경유)이지만 '트와일라잇 익스프레스'는 하코다테로 연장 운행하지 않기 때문에 고료가쿠에서 방향 전환을 실시하고 있다.
20계·14계·24계 객차 편성에 의한 침대 특급 열차(블루 트레인) 견인은 1965년 봄의 '하쿠쓰루' 모리오카 이북의 전량 기관차 견인화를 시작으로 40여 년간 계속되어 1형식에서는 최장 기간 기록을 유지하고 있다.

### 갱신 공사
현역 차량도 최종 증비기에 제조된 지 30년 이상이 경과하였으며, 특히 홋카이도 지구의 차량은 혹독한 기후 조건과 장거리 운용에 의해 현저한 노후화가 진행되었기 때문에 대체하여 DF200형이 투입되었지만 전면적으로 교체하기까지는 아직 시간을 필요로 하고, DF200형은 축중 제한으로 세키호쿠 본선이나 네무로 본선 신후지 동쪽으로 연장 운행을 할 수 없다. 또한 홋카이도 지구 이외의 차량도 노후화가 진행되었지만 교체하기에는 이른 데다 한편으로 대체할 적당한 기관차도 없다. 따라서 연명을 위해 우선 홋카이도 차량부터 1994년 이후에 본격적인 갱신 공사를 실시하게 되었다.
A갱신 공사엔진은 교체되지 않고 노후 부품이나 배관의 경우 신품으로 교체하는 것을 중심으로 하여 2002년 이후 홋카이도 지구와 혼슈에서 실시되고 있다. 파랑(파랑 15호)을 기초로 하여 전면 점검문을 엷은 황색(크림 1호), 지붕을 기존과 다른 완료색(N4호)으로 한 도장이 되었지만 2004년에 히로시마 차량소에서 실시된 아이치 기관구의 892 이후 빨강을 기조로 한 도장 디자인으로 변경되었다.
B갱신 공사JR화물 홋카이도 지사에 배치된 것으로 봐서 엔진이 고마쓰제 SA12V170-1(1500HP)로 교체되어 적색과 쥐색 DF200형에 준한 도장이 되어 있다.

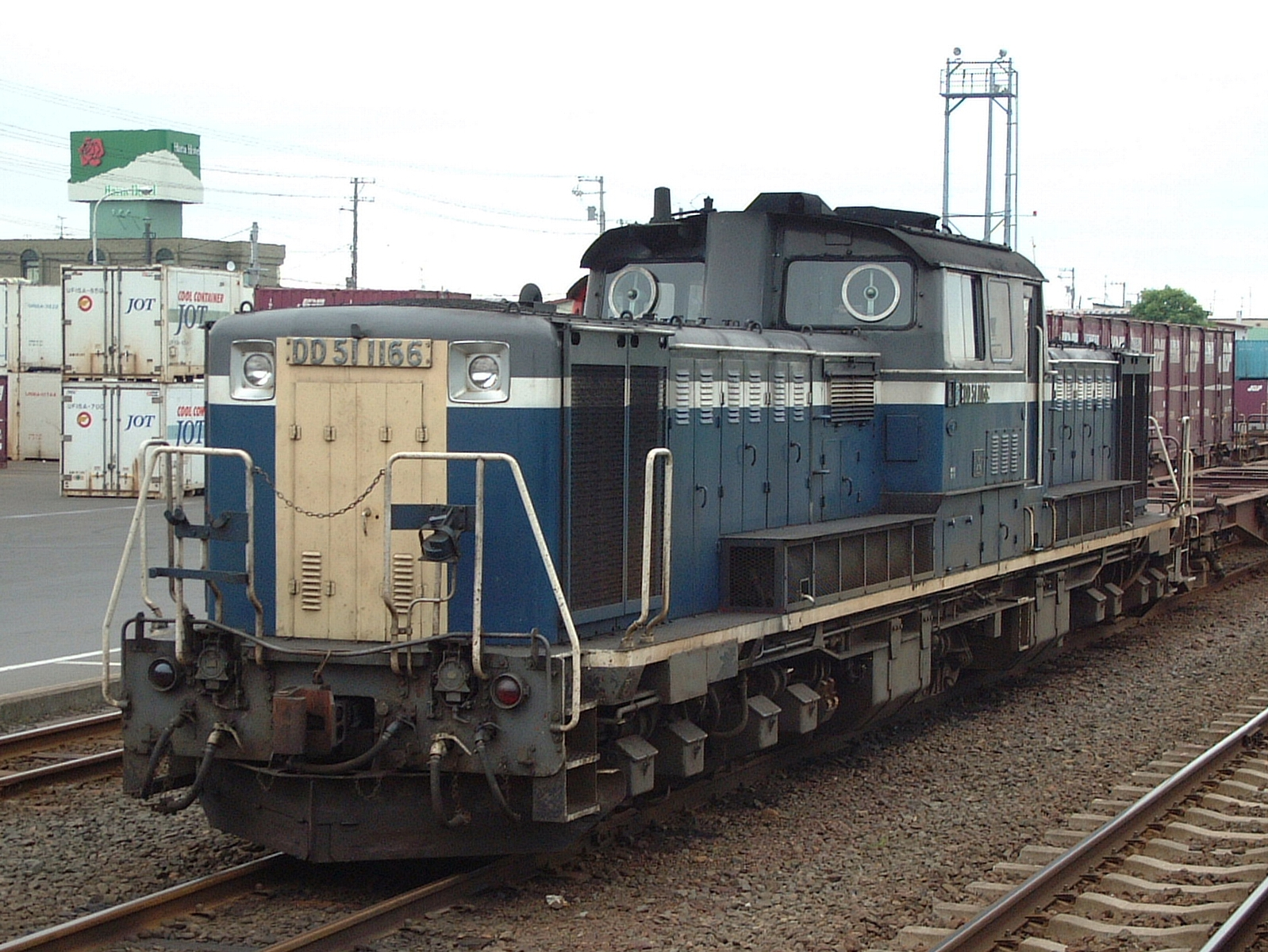
DD51 A갱신차 2006년 7월 17일 네무로 본선 신후지역
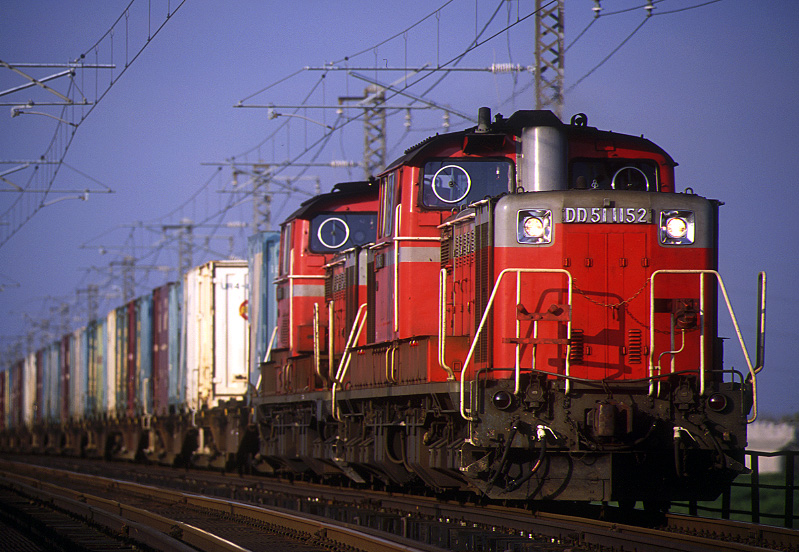
DD51 B갱신차 2002년 10월 4일 하코다테 본선 에베쓰 - 도요호로

## 파생 형식
본 형식은 본선용 기관차로서 대량으로 제작되었으며, 범용성이 높아 기본 설계를 답습한 파생 형식도 다수 제작되었다. 자세한 것은 각 형식의 링크를 참조.

### 신제조 차량
DD53형
로터리 식 제설차, 1965년부터 3량(1 - 3)이 제작되었다.
911형
신칸센 전동차의 고장 시 구원 및 궤도 검측차 견인용으로 개발된 표준궤용의 기관차이며 1964년에 3량(1 - 3)이 제작되었다.
시속 160km/h로 주행할 수 있었다.

### 개조 차량
DD17형 → DD19형
로터리 식 제설차, 1983년에 1량(1)이 개조되었다. 1992년의 야마가타 신칸센 개업에 맞춰 표준궤로 개조되어 DD19형으로 형식을 변경했다.
- DD51 507→DD17 1→DD19 1

DD18형
야마가타 신칸센·아키타 신칸센 용의 러셀식 제설차, 1991년 - 1996년에 3량(1 - 3)이 개조되었다. DE15형의 복선용 러셀 헤드를 전용하여 기관차 본체와 함께 표준궤로 개조했다.
- DD51 796・742・783→ DD18 1 - 3

## 보존차
- DD51 1 우스이고개 철도 문화 마을

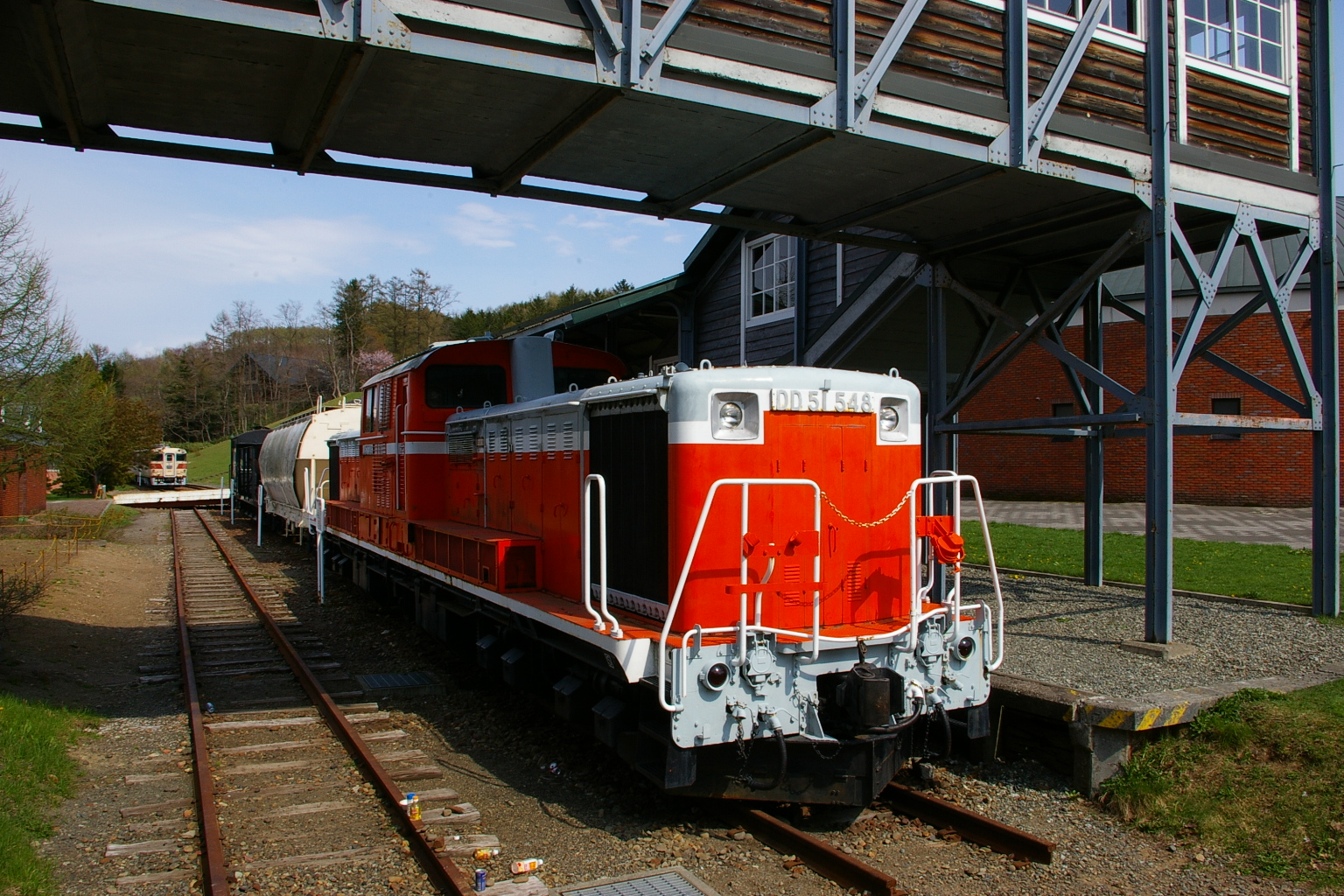
DD51 548 미카사 철도 기념관 클로포드 공원
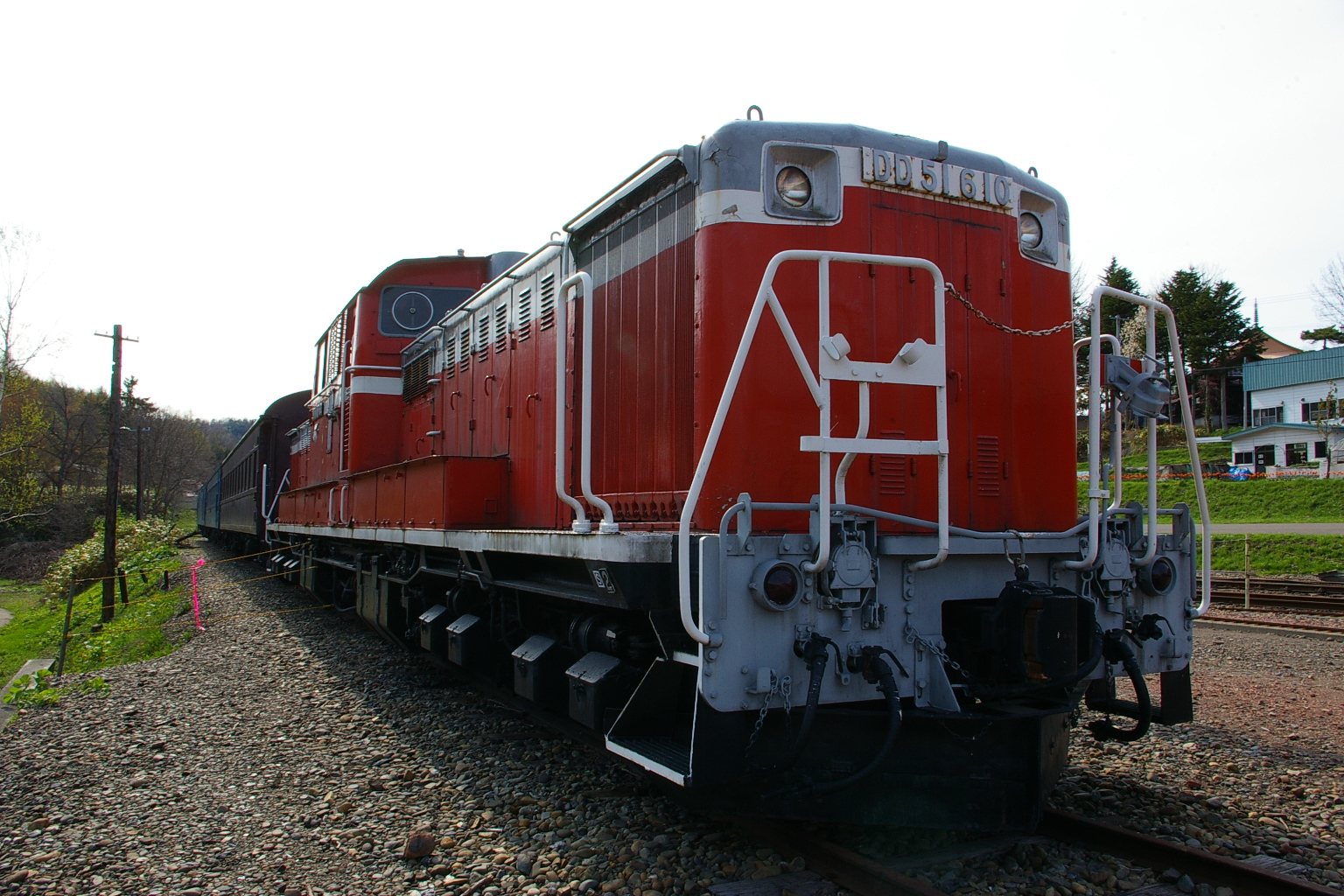
DD51 610 미카사 철도 기념관
- DD51 615 오타루 시 종합 박물관
- DD51 1040 나미가와 철도 역사 공원(산인 본선 나미카와역 부근)
- DD51 1187 쓰야마 선형 기관 차고(이 기관차는 '미야비 열차 추락사고'의 견인차였다.)

- DD51 548
미카사 철도 기념관 클리포드 공원
- DD51 610
미카사 철도 기념관

## 일본 국외 양도차
- 미얀마

폐차된 DD51 가운데 일부가 2004년부터 JR화물에서 미얀마로 양도되었다. 또한 JR홋카이도로부터 24계 등과 함께 미얀마에 양도될 예정이었던 DD51 1006으로 DD51 1068은 미얀마 측의 여러 가지 사정으로 인해 양도가 중지되어 그대로 해체되었다. 아래 차량은 미얀마에서 운용을 개시한 차량이다.
- DD51 823
- DD51 797